# Épagny (Haute-Savoie)
Épagny ist eine ehemalige französische Gemeinde mit zuletzt 4118 Einwohnern (Stand 2013) im Département Haute-Savoie in der Region Auvergne-Rhône-Alpes. Sie gehörte zum Arrondissement Annecy.
Sie wurde mit Wirkung vom 1. Januar 2016 mit der früheren Gemeinde Metz-Tessy fusioniert und zur Commune nouvelle Epagny Metz-Tessy zusammengelegt. Sie verfügt dort jedoch nicht über den Status einer Commune déléguée.

## Geographie
Épagny liegt auf 455 m, etwa 5 km nordwestlich der Stadt Annecy (Luftlinie). Das Dorf erstreckt sich im Becken von Annecy im Alpenvorland, in einer breiten Talniederung, die durch den Nant de Gillon zum Fier entwässert wird, am Südfuß der Montagne de Mandallaz, im Genevois.
Zu Épagny gehörten neben dem eigentlichen Ortskern auch verschiedene ehemalige Weilersiedlungen, die um zahlreiche Neubauten erweitert wurden, nämlich:
- Gillon (452 m) am Nant de Gillon in der Ebene von Épagny
- Saint-Paul (458 m) am nördlichen Rand der Ebene von Épagny
- Chez Pinget (500 m) leicht erhöht am nördlichen Rand der Ebene von Épagny
- Chez les Favres (706 m) auf einem Geländevorsprung am Südosthang der Montagne de Mandallaz

Nachbarorte von Épagny sind Pringy im Norden, Metz-Tessy im Osten, Meythet im Süden sowie Poisy, Sillingy und La Balme-de-Sillingy im Westen.

## Geschichte
Épagny wird im 14. Jahrhundert erstmals in den Urkunden erwähnt. Der Ortsname geht auf den gallorömischen Personennamen Hispanius oder Spanius zurück und bedeutet so viel wie Landgut des Hispanius.

## Sehenswürdigkeiten
Die Kirche Saint-Pierre-aux-Liens stammt aus dem 19. Jahrhundert.

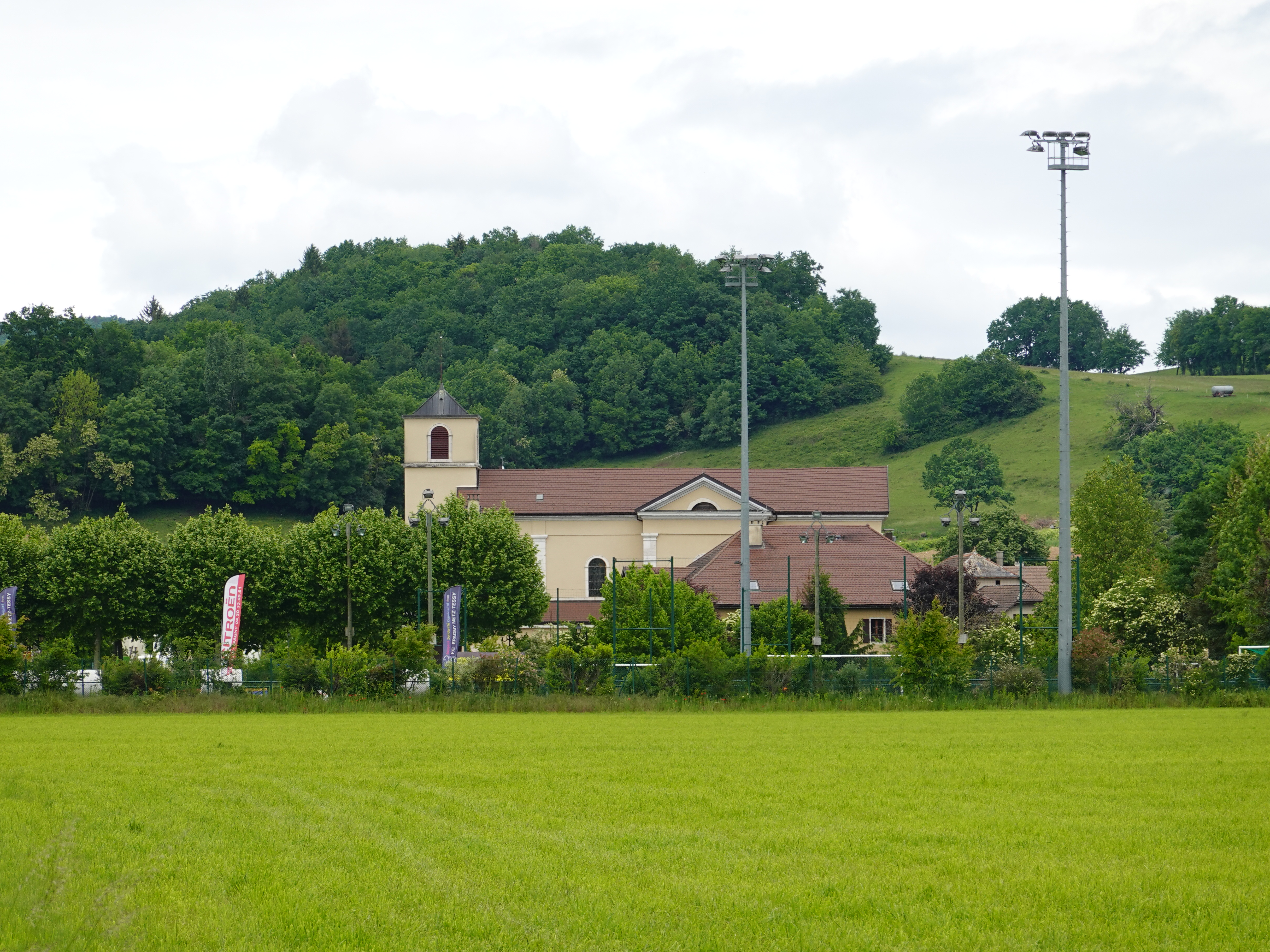
Kirche Saint-Pierre-aux-Liens

## Bevölkerung
| Bevölkerungsentwicklung | Bevölkerungsentwicklung |
| Jahr                    | Einwohner               |
| ----------------------- | ----------------------- |
| 1962                    | 393                     |
| 1968                    | 512                     |
| 1975                    | 940                     |
| 1982                    | 1266                    |
| 1990                    | 2061                    |
| 1999                    | 3233                    |
| 2005                    | 3509                    |

Seit Beginn der 1960er Jahre wurde dank der Nähe zu Annecy eine markante Bevölkerungszunahme verzeichnet. Während der letzten vier Jahrzehnte hat sich die Bevölkerungszahl fast verzehnfacht. Außerhalb des alten Ortskerns und entlang der Hauptstraße wurden ausgedehnte Wohngebiete und Gewerbezonen errichtet. Das Siedlungsgebiet ist heute beinahe lückenlos mit demjenigen von Metz-Tessy und Meythet zusammengewachsen.

## Wirtschaft und Infrastruktur
Épagny war lange Zeit ein vorwiegend durch die Landwirtschaft geprägtes Dorf. Im Verlauf der zweiten Hälfte des 20. Jahrhunderts erfolgte die rasche Entwicklung zu einer Vororts- und Industriegemeinde von Annecy. Ausgedehnte Industrie- und Gewerbezonen entstanden entlang der Hauptstraße N508. Hier ließen sich Dienstleistungsbetriebe, Einkaufsgeschäfte, Handelsfirmen und Betriebe der Automobilindustrie nieder.
Die Ortschaft ist verkehrsmäßig sehr gut erschlossen. Sie liegt nahe der Hauptstraße N508, die von Annecy nach Bellegarde-sur-Valserine führt. Weitere Straßenverbindungen bestehen mit Annecy-le-Vieux und Poisy. Der nächste Anschluss an die Autobahn A41 befindet sich in einer Entfernung von rund 3 km.